# Calcíope (filla d'Eurípil)
Segons la mitologia grega, Calcíope (en grec antic: Χαλκιόπη) era el nom d'una filla d'Eurípil, el rei de l'illa de Cos, segons diu Homer.
Es va unir amb Hèracles i va ser mare de Tèssal. Els fills d'aquest, Fidip i Àntif, van donar nom a Tessàlia a partir del nom del seu pare.